# Луций Юлий Юл (военный трибун 403 года до н. э.)
Луций Юлий Юл (лат. Lucius Iulius Iulus; V век до н. э.) — римский политический деятель из патрицианского рода Юлиев, военный трибун с консульской властью 403 года до н. э.
Согласно консульским фастам, Луций Юлий был сыном Спурия Юлия и внуком Вописка, консула 473 года до н. э. Его братом был Гай Юлий Юл, военный трибун 408 и 405 годов до н. э.
В 403 году Луций Юлий вошёл в состав коллегии военных трибунов максимальной численности: всего было выбрано восемь человек. В течение этого трибуната продолжалась осада Вейй, и армия Рима впервые продолжила военные действия зимой.
О дальнейшей судьбе Луция Юлия ничего не известно.